# Кипарска национална гарда
Кипарска национална гарда (грч. Εθνική Φρουρά, Ethnikí Frourá) позната и као Национална гарда грчких Кипрана или једноставно Национална гарда, је војна снага Републике Кипар. Састоји се од ваздушних, копнених, поморских и специјалних јединица и веома је интегрисана са својим резервама прве и друге линије, а подржавају је и цивилне агенције и паравојне снаге.
Мисија Националне гарде је да предузима све неопходне мере за одбрану Републике Кипар у случају суочавања са претњом инвазијом или било којом акцијом која је усмерена против независности или територијалног интегритета Републике или претњом сигурности живота или имовине грађана Републике. Главна претња Кипру долази од присуства и офанзивне формације од 50.000 турских војника стационираних у непризнатој Турској Републици Северни Кипар.
Грчка тренутно има гарнизон од 950 људи у Републици Кипар под ознаком Хеленске снаге на Кипру (ELDYK), али ово није званично део кипарске војске и углавном прима наређења од Главног штаба грчке војске.

## Историја
Национална гарда је основана 1964. године као снага састављена претежно од етничких Грка, након кипарске кризе 1963–1964. и распада друштвених и политичких односа између грчких и турских Кипрана на острву Кипар. Као што је наведено у трипартитном Уговору о савезу (1960) и дефинисано раним Уставом из 1960–1963, Кипар је имао право на војску од 2.000 људи, која ће се састојати од 60% грчког и 40% турског особља. Кипарска војска је била краткотрајна добровољачка снага од 1960-1964. Први изабрани председник Републике Кипар, архиепископ Макариос III, предложио је тринаест уставних амандмана на устав из 1960. године, који би прилагодили расподелу људства и гласачке моћи за све цивилне и војне службе. Ово прилагођавање је имало за циљ да се повећа заступљеност и утицај већине грчких Кипрана, која је у то време чинила око 82% староседелачког становништва острва.

## Оперативна историја
Кипарска национална гарда је била укључена у више борбених операција на Кипру.
- Године 1964. Кипар и Турска су се директно сукобили током битке код Тилирије, као резултат грађанског рата између грчких Кипрана и турских Кипрана. Снаге грчких Кипрана ушле су у турску енклаву Кокина у покушају да елиминишу турски мостобран, што је резултирало скоро двонедељним борбама.
- Кипарска национална гарда је 1967. године учествовала у борби против Турских оружаних снага и ТМТ-а (Турска организација отпора) у селу Кофиноу у Ларнаки са циљем да уништи енклаву коју су Турци створили. Операција је била успешна, али је довела до тешких политичких последица по острво.
- 1974. Турска је извршила инвазију на Кипар интервенишући против војног удара Кипарске националне гарде у Никозији. Инвазију су чиниле две концентрисане турске офанзиве (Атила-1 и Атила-2) уз једну распршену контраофанзиву грчких Кипрана (Афродита-2). Турска влада је у то време тврдила да ће имати контролу над целим острвом у року од 2 дана, али у стварности су постигли контролу само над око 36,2% острва. У року од месец дана, турске снаге су до данас консолидовале северну област острва (проширење енклаве „Агирта” коју су турске снаге већ окупирале 1964. године), успевши у раздвајању Никозије на пола и заузимању Керинеје, Морфе и Фамагусте, али је као резултат тога доживела тешке жртве које се нису очекивале. Снаге кипарске Националне гарде, уз подршку мањег броја грчких војника, успеле су да спрече губитак Никозије (укључујући Међународни аеродром који су у почетку успешно бранили елементи кипарске Националне гарде, а касније су им се придружиле грчке снаге ELDYK) и коридор Като  Пиргос током друге турске офанзиве, зауставиле су офанзиву усмерену на Ларнаку, али нису могле да задрже Фамагусту због недостатка довољног наоружања.
- Године 1978, египатске снаге командоса извршиле су напад на Међународни аеродром у Ларнаки у покушају да заплене отети авион грчких Кипрана. Снаге командоса грчких Кипрана (ЛОК) пружиле су отпор египатским снагама, што је резултирало континуираном битком и смрћу 15 египатских командоса и 3 посаде египатских ваздухопловних снага, а додатних 15 египатских командоса је хоспитализовано, египатски С130 и египатски џипови су уништени. Каиро је неколико година прекинуо дипломатске односе са Никозијом, али су на крају обновљени. Данас Египат и Кипар деле веома блиске стратешке односе.
- Као резултат операција током лета 1974. године, Кипарска национална гарда је стекла важно оперативно искуство и упркос губитку територије, изненадила је НАТО својом упорном одбраном без ваздушних снага, поморске снаге и озбиљним недостатком оклопних јединица и поред бројчане надмашности, неких 4-1.

## Војна служба
Војна служба у Републици Кипар је обавезна за мушкарце. Данас је обавезан стаж 14 месеци. Тренутно само грчки Кипрани служе војску. Правно, заједница грчких Кипрана обухвата етничко грчко становништво, као и Кипране који припадају трима хришћанским мањинама — Јерменима, католицима латинског обреда и маронитима. Од 2008. војни рок је обавезан за све чланове заједнице грчких Кипрана, а не само за етничке грчке Кипране. Тренутни врховни командант је грчки војни командант, као и сви његови претходници.
Сви посетиоци мушког пола, без обзира на то које држављанство имају, војно способни, (16 и више година) који имају родитеља кипарског порекла такође имају право на војну службу; да би били ослобођени војне службе, од њих се тражи да прибаве излазну визу у канцеларији Министарства одбране како би легално напустили острво.
Кипарска национална гарда од 2016. има за циљ да крене ка полупрофесионализацији. У оквиру ове измене, војни рок је смањен са 24 месеца на 14 месеци, док је ангажовано око 3.000 професионалних војника. Иако су дуго прижељкиване у јавности, за ове промене се каже да су само политичка сврсисходност. Начин на који је спроведена полупрофесионализација академски истраживачи су илустровали као непрофесионалан и нарушавајући у односу на способност силе. Европска одбрана је присутна на Кипру кроз сталну структурирану сарадњу. Влада се залагала за повећање одвраћања од било какве интервенције на острву. Кипар је оспособио војну базу у Пафосу и поморску базу у Зигију, заједно са другим објектима. Они су надограђени и опремљени електронским системима за надзор.
Војна снага је последњих година доживела експоненцијално избегавање регрутовања. Осмишљене су многе политике, али се овим питањем није ефикасно управљало.

## Компоненте

### Организација активних снага
Национална гарда је интердисциплинарна снага. Састоји се од војске, морнарице и ваздухопловства. Генералштаб Националне гарде је највиши хијерархијски степен и обухвата начелника, штаб, оружане/телесне дивизије и организације и њене организационе јединице.
Снаге се у великој мери ослањају на резерве (Εφεδρεια), које чине највећи проценат људских ресурса у случају потпуне мобилизације Националне гарде.
Војска се састоји од низа бригадних формација и регуларних пуковских група:
- 1. механизована пешадијска бригада (Ιη Μ/Κ Ταξιαρχια ΠΖ)
- 2. механизована пешадијска бригада (IIη М/К Ταξιαρχια ΠΖ)
- 3. бригада подршке (IIIη Ταξιαρχια ΥΠ)
- 4. пешадијска бригада (IVη Ταξιαρχια ΠΖ)
- 6. механизована пешадијска бригада (VIη М/К Ταξιαρχια ΠΖ)
- 7. механизована пешадијска бригада (VIIη М/К Ταξιαρχια ΠΖ)
- 20. оклопна бригада (XXη ΤΘ Ταξιαρχια)
- Хеленске снаге Кипра (ELDYK- ΕΛΔΥΚ) – Формација механизоване групе (батаљон плус)
- војна полиција (Στρατονομια)
- команда специјалних снага - 1 пук (Διοικηση Кαταδρομων)
- артиљеријска команда (Διοικηση Πυροβολικου)
- инжењерска команда (Διοικηση Μηχανικου)
- војномузичко одељење Народне гарде

Морнарица се састоји од:
- поморска команда (Διοικηση Ναυτικου)
- морнаричке јединице (Управа маринске базе, Управа за обални надзор, Команда за хитно оружје и Команда за подводно рушење/ Морнаричке фоке).

Ваздухопловство се састоји од:
- Ваздушна команда (Διοικηση Αεροποριας)
- Јединице (укључујући јуришне хеликоптере – авионе, патроле ваздухопловних снага, систем контроле ваздуха и степене оперативне подршке).

## Копнене снаге

### Рана оперативна историја (1963–1974)
Кипарска национална гарда, у свом постојећем облику, првобитно је мобилисана око средине 1963. као пешадијске снаге грчких Кипрана са малим елементима артиљерије, противоклопних и лаких оклопних снага. Ове снаге су наследиле неку мешовиту опрему од своје организације пре грађанског рата, укључујући 54 британске хаубице, 40 оклопних аутомобила Мармон-Херингтон, 4 лака оклопна аутомобила Шорланд, 2 Дајмлер Динго лака оклопна аутомобила, 5 лаких оклопних камиона С-17 и разне митраљезе, минобацаче и неколико противтенковских оружја. Грчки Кипрани су такође поседовали неке противавионске топове Бофорс 40 мм, заједно са разним Бедфорд камионима и старим америчким џиповима.
Војни сукоб у Кокини у августу 1964. између снага грчких Кипрана и турских Кипрана довео је до тога да су снаге грчких Кипрана први пут мобилисане да покушају да елиминишу утврђену обалску енклаву у региону Тилирије на острву, у настојању да зауставе турска пловила тамо да искрцају храну, оружје и муницију за јединице милиције турских Кипрана активне у том региону. Покушај опсаде Кокине почео је 6. августа и завршио се 9. августа након дводневних ваздушних удара турских ваздухопловних снага око Кокине и суседног Като Пиргоса (планинско село изнад Кокине које је коришћено за посматрање и артиљеријске позиције за усмеравање ватре). Пошто је претрпела губитке у људству и материјалу као резултат ових ваздушних напада, кипарска национална гарда се мало повукла и учврстила периметар заштите око Кокине, остављајући село турских Кипрана изоловано од остатка острва, и заштићено само уском демилитаризованом УН зоном.
Свесни очигледних недостатака својих војних способности, руководство кипарске националне гарде под генералом Георгиосом Гривасом било је у стању да примора цивилну владу Кипра, под надбискупом Макариосом, да тражи страну помоћ за масовну кампању наоружања. Пошто Кипар није могао да приушти велику куповину оружја у оквиру сопственог исцрпљеног националног буџета, Макариос је био принуђен да 1. октобра 1964. пошаље изасланика у Совјетски Савез да затражи војну помоћ. Овај потез је резултирао брзом совјетском помоћи, коју западне земље сматрају кораком ка хладноратовском савезу између Кипра и Русије.
Тек 23–24. децембра 1964. године, у луку Лимасол је стигао теретни брод совјетске морнарице носећи прву серију наоружања намењеног поновном опремању Националне гарде. Ове залихе су укључивале 4 неидентификована оклопна возила и 130 тешких камиона ЗИЛ, заједно са довољним бројем сандука за пуњење 36 Бедфорд камиона. Након ове почетне испоруке, убрзали су се трансфери наоружања совјетске морнарице на Кипар, а теретни бродови су путовали преко Александрије у Египту до Лимасола под окриљем ноћи. Ове испоруке су укључивале комплетан пакет радара и радио система совјетске производње како би се употпунили структурни и стратешки захтеви ојачане Националне гарде. Поред тога, испоручена је пошиљка од 32 средња тенка совјетске производње Т-34/85 (из југословенског вишка) заједно са 40 оклопних транспортера БТР-152, као и серија од 30 пољских топова М1944 калибра 100 мм, 40 модерних противтенковских ракетних јединица 3М6 Шмел, партијом противавионских топова ЗПУ-1 калибра 14,5 мм и око 4500 чешког вишка јуришних пушака вз. 58, као и митраљеза и минобацача.
После 1965. и до 1974. године, цивилна влада архиепископа Макариоса се све више удаљавала односом између руководства Националне гарде и владајуће војне владе Грчке. Мало средстава је стављено на располагање за обезбеђивање другог наоружања техничке подршке, а Национална гарда је била приморана да развије алтернативна средства за наоружање и самоодрживост. Основан је Технички корпус за производњу и реконструкцију серије импровизованих оклопних возила од непотребних совјетских трактора АТС-712, што је резултирало са 10 локално произведених „ТС“ оклопних транспортера. Недостатак резервних делова значио је да је у време војног удара 1974. против архиепископа Макариоса Национална гарда имала озбиљне техничке потешкоће са својим тенковима Т-34. Проблем за Националну гарду је додатно погоршан одбијањем Макариосових лојалистичких паравојних снага да предају око 4500 чешких аутоматских пушака и низа другог оружја које је било чувано у складишту у близини аеродрома у Никозији и које је предато УН у јануару 1972.

### Државни удар и инвазија 1974.
Дана 15. јула 1974, Кипарска национална гарда, под својим вођством и у сарадњи са ултранационалистичком организацијом ЕОКА-Б, збацила је цивилну владу архиепископа Макариоса у Никозији и покушала да га убије користећи тенкове и пешадију да упадне у Председничку палату. Макариос је побегао, али је сукоб у Никозији резултирао вишеструким жртвама јер су се јединице Националне гарде упустиле у пуцњаву са Макариосовим лојалистичким снагама. Пошто се није очекивало да ће Керинеја на северу острва пружити велики оружани отпор пучу, многе снаге које су тамо биле стациониране да би се одбраниле од претње турске инвазије послате су у Никозију 15. и 16. јула да спроведу пуч у главном граду. Дакле, Керинеја је била слабо брањена када је турска инвазија почела 20. јула.
Дана 20. јула 1974, Турска је започела ваздушну и поморску инвазију на северни Кипар, под кодним именом „Атила-1“ са циљем да заузме Керинеју као мостобран са амфибијским снагама, истовремено успостављајући мостобран од Керинеје до северног предграђа Никозије (место две турске утврђене енклаве које би се могле користити као упоришта за заузимање северне Никозије) користећи падобранске снаге. Напад је био снажно подржан дневном ваздушном кампањом, што је омогућило сузбијање кипарских А/А ракета до те мере да су турски транспортни авиони могли да испусте падобранске снаге северно од Никозије усред бела дана од 20. јула до 23. јула. У нереду, војно руководство грчких Кипрана донело је одбрамбени план "Афродита-2" за координацију обуздавања и отпора снагама инвазије. Овај план се, међутим, показао неефикасним у обуздавању или одбијању турских снага које су већ биле на обали. У исто време, снаге ЕОКА-Б грчких Кипрана, потчињене свом сопственом вођству, донеле су сопствено тумачење постојећег плана одбране Афродите (понекад се историјски помињу као Афродита-3 или Хефест) и напале су више турских кипарских енклава истовремено, узрокујући велике жртве турских Кипрана цивила и сакупљање око 20.000 ратних заробљеника турских Кипрана који су сахрањени у Лимасолу касније те године.

### Послератни препород (1974–2004)
Непосредно након сукоба 1974. године, Кипарска национална гарда доживела је велики недостатак опреме и муниције, што је додатно погоршано ратним економским колапсом земље. Мала оклопна јединица од 11 преживелих тенкова Т-34/85 наставила је да ради у служби до око 1985. године, иако у лошем механичком стању са недостатком резервних делова. Мали број других оклопних возила (укључујући оклопне аутомобиле Мармон Херингтон Mk-IV F) и артиљеријских топова из предратног периода такође је настављен да се користи до економског оживљавања Републике Кипар средином 1980-их.
Почетком 1980-их, Кипар је тражио нове добављаче оружја како би заобишао амерички и европски ембарго, у комбинацији са очигледном неспремношћу Совјетског Савеза да пружи даљу помоћ. Из Бразила је 1982. године наручена велика пошиљка нових лаких оклопних возила, 15 оклопних извиђачких возила ЕЕ-3 Јарарака (испоручено 1984–1985.) и 126 борбених оклопних возила ЕЕ-9 Каскавел (испоручено 1984–1988.).
Суочена са хитном потребом за пешадијском преносивом против-ваздушном опремом, кипарска влада је 1984. године из суседне Сирије успела да набави 20 јединица за испаљивање противваздушних пројектила Стрела-2/СА-7Б Грал.
Велике поруџбине оружја такође су послате Француској, једној од ретких европских сила које су још увек биле спремне да подрже испоруке оружја Кипру. Године 1984, Кипар је од Француске купио укупно 27 борбених возила пешадије VAB-VCI са топом калибра 20 мм (испоручено 1985–1988.) заједно са 100 оклопних транспортера VAB-VTT  (испоручено 1985–1988).
Године 1987. купљена је прва серија нових француских тенкова да замени тенкове Т-34 који су уклоњени из употребе – укупно 15 главних борбених тенкова AMX-30 и 1 возило за спасавање AMX-30D, сви испоручени следеће године. Такође 1987. године, Кипар је од Француске купио јединицу од 6 извиђачких противтенковских хеликоптера SA-342 Газела и 18 разарача тенкова са вођеним пројектилима VAB-VCAC, заједно са 1200 противтенковских пројектила НОТ-2, све испоручено 1988. Додатна 2 оклопна транспортера VAB-VTT су наручена као опција 1987. године (испоручена 1988.) заједно са 250 метака противтенковских ракета MILAN-2 и непознатим бројем паљбених јединица (вероватно 45).
Влада Кипра је 1989. године наручила серију од 35 главних борбених тенкова AMX-30B2 и 1 оклопно возило за спасавање AMX-30D од Француске. Договор је укључивао и 12 самоходних хаубица GIAT Mk F-3 155 мм и 12 оклопних транспортера AMX-VCI. Сва опрема која је тада наручена из Француске испоручена је од 1990. до 1991. године.
Грчка је 1990. године испоручила Кипру 81 оклопни транспортер ЕЛВО Леонидас-2 (4K-7FA). У периоду 1996–1998. уследила је серија од 52 главна борбена тенка француске производње AMX-30B испоручена из вишка Хеленске армије, заједно са још 65 нових оклопних транспортера Леонидас-2 испоручених 1996–1997.

### Чланство у Европској унији (од 2004.)
Крајем 2018. године, Влада Кипра је од Србије купила 24 самоходне теренске хаубице Нора Б-52 калибра 155 мм, заједно са 8 БОВ М16 Милош лаких оклопних возила. Набавка Нора Б-52 је нашироко пријављена као део фазног реновирања команде артиљерије, преласка на већи број самоходних топова и система за лансирање, интегрисаних и боље умрежених за софистициранију способност борбе.
Почетком 2020. Кипар је потписао уговоре вредне више од 240 милиона евра за куповину француских ракета Мистрал MANPADS, АSМ Exocet противбродских ракета и SАМ систем кратког-средњег домета.

## Поморске снаге

### Рана оперативна историја (1963–1974)
Кипарска поморска команда постала је активна око 1963. године, након избијања грађанског сукоба између екстремиста унутар грчке и турске етничке заједнице на острву. На почетку оперативног статуса, Поморску команду Кипра су чинили официри грчке морнарице и млађи официри, док су морнари били првенствено образовани регрути грчких Кипрана. Прва опрема стављена на располагање Кипарској поморској команди био је сет од три бивша немачка R-чамца из Другог светског рата (два класе R-151 под називом Р-01 Арион и Р-02 Фаетон, и један од R-218 класе под именом Дедалос). Сва три брода су била у употреби до августа 1964. године, пошто их је купио приватни спонзор по имену А. Левентис од бродоградилишта у Пиреју у Грчкој. Три пловила су била у лошем стању због старости и морала су да буду реновирана у Грчкој пре испоруке на Кипар.
Дана 6. августа 1964, Кипарска национална гарда је мобилисана да интервенише у текућој међуетничкој конфронтацији у Кокини, утврђеној енклави под контролом кипарских Турака на југозападном ободу залива Морфу на северозападу острва. Од тада, кипарска национална гарда је заправо била безбедносна снага грчких Кипрана, чији је командант био генерал Георгиос Гривас.
Гривас је Кокину сматрао главним приобалним упориштем Турске за искрцавање оружја на Кипру, са циљем да наоружа турске Кипране. Из тог разлога, он је убедио војну владу у Атини да одобри свеобухватни напад на Кокину, са циљем да се елиминише мостобран и спречи испорука више оружја групама милиција турских Кипрана.
Као неопходност за организовање таквог напада, Гривас је захтевао морнаричко присуство код обале Кокине, како би бомбардовао енклаву са мора. Сходно томе, Фаетон и Арион су коришћени у нападу и започели су свој напад паљбом од 40 мм и 20 мм на енклаву 6. августа. Ова акција је координирана ватром батерија из шест копнених топова од 25 фунти и десетак минобацача које су копнене снаге користиле да опседају енклаву са југа и југозапада.
Опсада је настављена до 8. августа, када је турска влада одлучила да интервенише ваздушним ударима, пошто је свим странама постало јасно да ће Кокинина одбрана вероватно пасти, без обзира на присуство УН у тој области. Турске ваздухопловне снаге су послале бројне формације борбених авиона Ф-100 Супер Сабре да започну ваздушне нападе на кипарске копнене и поморске снаге, усред бела дана и летећи ниско.
Прва формација борбених авиона уочила је Фаетон у близини мале рибарске луке западно од Кокине. Фаетон је започео маневре избегавања и испалио топовску ватру од 20 мм, али су га ракете погодиле у моторе и експлодирао је у пламену, убивши седморо чланова посаде. Један од четворице преживелих је затим управљао бродом са једним функционалним мотором да би се насукао поред луке, како би локални рибари покупили посаду. Фаетон је тада претворен у олупину.
Неколико минута након напада на Фаетон, друга формација Ф-100 приметила је кипарску топовњачу Арион даље уз обалу према Кокини. Арион је гађан пушкама и ракетама, узрокујући површинску штету. Пошто је Арион успешно побегао користећи маневре избегавања, Ф-100С Супер Сабре оборен је кипарским противавионским топом калибра 40 мм на обали.
Губитак Фаетона био је озбиљан шок за руководство Националне гарде, а уз то је било жртава и материјалних губитака у Като Пиргосу, оближњем селу грчких Кипрана које је бомбардовано 8. и 9. августа у покушају да се избаце национални гардисти који су користили брежуљке за усмеравање артиљеријске ватре путем радија.
Борба за оружје била је изразита током 1964. године, када је Кипарска национална гарда приморала цивилну владу да затражи совјетску подршку. Почетком 1964. грчки Кипрани су набавили велики пакет радара, комуникационих и логистичких апарата за подршку за ракете земља-ваздух С-75 Двина, и само је НАТО блокада Лимасола 1965. спречила њихово избацивање. Без ефикасне мере против-ваздушне одбране, грчки Кипрани су користили радаре на једној западној и једној источној приобалној планинској тачки у планинама Пентадактилос које се протежу преко севера острва. Ови радари су омогућили и ваздушно и површинско праћење авиона и бродова.
Крајем 1964. објављено је да су морнаричке посаде грчких Кипрана послате у Египат да се обучавају на совјетским летелицама класе Комар. Извори западних медија претпоставили су да се Кипар спрема да узме бродове класе Комар, иако је Кипар на крају изабрао јефтиније поморске бродове у облику шест моторних торпедних чамаца P-4 Skinhead.
У фебруару 1965, Кипарска морнаричка команда увела је у употребу шест ових чамаца под морнаричким заставицама 20 до 25 и ознакама Т-1, -2, -3, -4, -5 и -6. Ови бродови су били изузетно брзи и могли су да се користе за напад на турске ратне бродове и десантне бродове у приобалним водама користећи пар торпеда калибра 533 мм. Поред тога, сваки брод је монтирао двоструки А/А топ опште намене калибра 25 мм. Сви они су били стационирани у наменски изграђеној бази морнаричке ескадриле у Богазију, названој База Крисулис.
Године 1970. Р-01 Арион је преименован у "Левентис" у част приватног спонзора који је платио реновирање брода. Левентис је добио нову заставицу "15". Њен сестрински брод, Р-03 Дедалос, уклоњен је са листе морнарице 1971. године.
У неком тренутку 1973. године, моторни торпедни чамац Т-5 (бр. 24) је уклоњен са спискова морнарице и разоружан. Одузети су му корисни материјали и остављен је као расходован у поморској бази Крисулис. Отприлике у исто време, три моторна торпедна чамца Тип-108 непознате ознаке испоручена су из Југославије, али нису ступила у активну службу и била су положена у Богазију.
Непосредно пре турске инвазије на Кипар 1974. године, кипарска влада је наручила два брза патролна чамца Esterel-32L из Француске. На њих је уведен ембарго као резултат сукоба, а уместо тога су испоручени Грчкој 1975.

### Државни удар и инвазија 1974.
Дана 15. јула 1974, ЕОКА-Б и елементи кипарске националне гарде лојални грчкој војној хунти збацили су председника надбискупа Макариоса и заменили га Никосом Сампсоном. Макариос је избегао почетни покушај да га ухвате у архиепископији у Никозији и побегао је у Пафос. Морнаричка патрола Левентис (бр. 15) је брзо послата у Пафос да гранатира тамошњу радио станицу којом су управљали про-Макариосови елементи. Дана 20. јула 1974. Турска је извршила инвазију на Кипар у изненадном нападу, без објаве рата. Морнаричка снага турских пловила откривена је обалним радаром код манастира апостола Андреја како се приближава обали, а друга снага поморских бродова је примећена код обале Керинеје током раних сати. Морнаричка команда Националне гарде Кипра брзо је наредила да два моторна торпедна чамца, Т-1 и Т-3, оба базирана у Керинеји, нападну турску флотилу директно. Оба брода су одмах потопљена комбинованим ваздушним и морским нападом. Остатак бродова кипарске морнарице потопиле су њихове посаде у поморској бази Крисулис у Богазију 14. августа 1974. Након сукоба, два чамца су поново поправљена од стране турских трупа и пребачена у Поморски музеј Голчук, Турска (на изложби са нетачним бројевима заставица 11 и 12).

### Чланство у Европској унији (од 2004.)
У фебруару 2017, кипарска морнарица је добила патролни чамац од стране Султаната Омана. Патролни брод Ал Мабруках имао је 930 тона и био је дугачак 62 метра, што га чини далеко већим од било ког брода којим је раније управљала кипарска морнарица. Пловило је преуређено и модернизовано за процес донације, а опремљено је великом платформом за хеликоптере и проширеним смештајним капацитетима, што га је учинило погодним за употребу под новом ознаком, А620 Аласиа. Међутим, мала брзина брода, у комбинацији са његовом старошћу, истакла је механичке потешкоће са погоном брода, а након његове употребе у поморској вежби ТЕЛЕС-2017 у мају 2017. године, брод је постављен у луци Ларнака ради поправке.
Кипарска морнарица је 2018. године добила патролни чамац Са'ар 62. Р-61 има способност да донесе најсавременије системе надзора и обележавања за морске, земаљске и ваздушне циљеве. Купила га је Република Кипар преко транснационалног споразума са Израелом, а изградила су га израелска бродоградилишта у Хаифи. Нови брод има запремину од 430 тона, укупну дужину од 62 метра, максималну брзину од 32 чвора и носи до 30 чланова посаде плус јединицу специјалних снага. На броду је инсталирано више софистицираних система укључујући 2 Rafael Typhoon Weapon Stations са једним топом од 23 мм, напредним радаром, навигационим системима, системима за команду и контролу и још много тога. Између осталог, брод је наоружан са два тешка митраљеза калибра 12,7 мм, али је такође опремљен са For but not with Rafael MLS-NLOS системом. Крајем 2018. године искоришћена је опција за куповину другог брода тог типа.

## Ваздушне снаге

### Послератни препород (1974–2004)
У јуну 1987. Ваздушна команда кипарске Националне гарде купила је серију од шест извиђачких противтенковских хеликоптера SА-342 Газела са 1200 противтенковских ракета Euromissile HOT-2. Шест авиона је испоручено од јануара 1988. па надаље, и добили су серијске бројеве 351, 352, 353, 354, 355 и 356. Од ових авиона, пет примерака (осим 351) забележено је у редовној употреби у ваздушно-десантним снагама кипарске Националне гарде, што сугерише да је број 351 повучен за употребу за резервне делове или као ваздушни оквир за техничку обуку, пре 2004. Газеле су испоручене у тротонској пустињској камуфлажи која се састоји од тонова светлог песка, тамног песка и сиво-маслинастих тонова - ова камуфлажа је задржана до данашњих дана.
Током 2001–2002, Кипар је дискретно набавио 12 примерака нове производње (укључујући серијске бројеве 811–822) јуришних хеликоптера Мил Ми-24 од Руске Федерације, након дуготрајног тендерског процеса који је укључивао пријаву конкуренције са Мил Ми-28 Havoc, и Denel Rooivalk. Хеликоптери су први пут приказани у изненадном проласку три брода на сахрани генерал-потпуковника Евангелоса Флоракиса 12. јула 2002. (који је погинуо у паду летилице кипарске ваздушне команде Bell-206L Long Ranger "112" 10. јула 2002, док је ноћу посматрао вежбу командовања и руковођења). Ми-35 су првобитно били испоручени у необичној мат црној (и вероватно инфрацрвеној упијајућој) камуфлажи погодној за ноћне операције, али им је недостајала опциона FLIR купола и системи за идентификацију пријатељ - непријатељ који су били доступни за напредније руски Ми-24ПН. Осим своје монотоне камуфлаже, авион је носио малу заставу на репној пераји Републике Кипар високог контраста и високо уочљиву плаво-белу округлу ознаку на репу у средини. Јаркоцрвене ознаке опасности биле су постављене на врхове ротора и на крај репне гране.
Кипарски хеликоптери Ми-35 су првобитно били опремљени за распоређивање фиксног тешког топа 30 mm и капацитета за ракете S-8 80 mm, као и за противтенковске ракете у верзије 9К114 и 9М120.

### Чланство у Европској унији (од 2004.)
Турбоелисни авион Националне гарде Pilatus PC-9M „902“ се 10. септембра 2005. срушио у црквени звоник док је изводио неовлашћени маневар лета у близини Колосија у Лимасолу на Кипру, након што је скренуо 80 км од планиране путање лета. Авион је уништен, а његова два пилота погинула.
Дана 5. јула 2006. јуришни хеликоптер Националне гарде Mi-35P Hind (серијски број 822) срушио се у близини аутопута Пафос-Лимасол убрзо након што је полетео из ваздушне базе Андреас Папандреу у Пафосу. Авион је отписан, а оба члана посаде (руски инструктор и кипарски студент) су погинули.
Противтенковске хеликоптерске снаге SA-342L Газела остају у употреби до данас, иако се сматра да примерак 356 више није оперативан. Претпоставља се да су четири преостала противтенковска хеликоптера „Газела“ прошла ремонт, који је наводно завршен у августу 2014. на аеродрому Валанс-Шабеј од стране Аеротек групе. Четири хеликоптера Газела су додељена 450МЕ/1. воду, који је примењен у ваздухопловној бази Андреас Папандреу (у округу Пафос) након затварања ваздушне базе Лакатамија (у округу Никозија) у априлу 2013. Њихова претходна јединица, 449МАЕ хеликоптерска ескадрила, распуштена је затварањем Лакатамије АБ.

#### Планирани развој
Министарство одбране Кипра је 28. новембра 2017. објавило планирану набавку осам хеликоптера: четири извиђачка противтенковска хеликоптера SА-342L Газела која ће бити набављена од Француске са способношћу летења ноћу и при свим временским приликама, и четири јуришна хеликоптера која ће изабрати тендером. Четири постојећа хеликоптера Газела у Ваздухопловству биће унапређена, а тражене су и беспилотне летелице (UAV) као део комбинованог пакета беспилотног ваздушног система.

## Специјалне снаге

### Војска
Оружане снаге Кипра управљају скупом од три групе специјалних снага војске (плус једна помоћна) која је колоквијално позната као ЛОК (грчки: ΛΟΚ - Λοχοι Ορεινων Καταδρομων, Lochoi Oreinōn Katadromōn). Све ЛОК групе су део Команде специјалних снага Војске ДКД (грчки: ΔΚΔ - Διοικησης Καταδρομων - Diikisis Katadromon), а војник који припада Бригади се зове командо (грч. - Kαταδρομέας, Katadromeas). Обука кипарских специјалних снага је уско заснована на њиховим грчким колегама. Формација се чешће назива Нападачке снаге (грчки : Δυναμεις Кαταδρομων,  Dynameis Katadromon).
Улоге  специјалних снага укључују ваздушне операције, неконвенционално ратовање, извиђање и герилско ратовање.
Сви припадници Бригаде носе обележја јединице која приказује крилати мач, који представља „смртоносну, тиху и брзу” природу операција специјалних снага. Свитак пролази преко мача и крила са мотом „Ко се усуђује да победи“ (грч. Ο Τολμων Νικα - O Tolmon Nika), знак одавања почасти слободним грчким специјалним снагама које су служиле у 1. бригади специјалне ваздушне службе (1 САС) током Другог светског рата.
Сви специјалци носе зелене беретке са грчким националним грбом на левој страни.

### Морнарица
Морнарица има групу специјалних снага познату као Omada Ypovrixion Katastrofon (грч. Ομάδα Υποβρυχίων Καταστροφών). Слично америчким морнаричким фокама. Улоге укључују, између осталог, амфибијски напад, специјално извиђање обалних циљева и борбу против терористичких догађаја/упада који се дешавају у Кипру.

## Галерија
- Војник Националне гарде са пушком(камуфлажа кипарске националне гарде)
- Официри ЛОК-а марширају на војној паради у Италији, 2007
- ЛОК припадници на церемонији дочека Дмитрија Медведева
- Bell-206L3 Кипарске националне гарде
- Кипарски тенк T-80 на паради 1. октобра
- Марш кипарске гарде на паради Дана независности
- Тенк VAB са ракетама HOT-2, на паради
- Хеликоптер Газела на паради
- Војници кипарске националне гарде и САД морнарице после војне вежбе